# Westlake (Ohio)
Westlake ist eine City am westlichen Rand des Cuyahoga County im US-Bundesstaat Ohio. Das U.S. Census Bureau ermittelte bei der Volkszählung 2020 eine Einwohnerzahl von 34.228.  
Westlake liegt rund 19 Kilometer westlich von Cleveland und unweit des Eriesees und ist 15,9 Quadratmeilen (41,2 km²) groß. Ursprünglich und bis 1940 hieß der Ort Dover.
Westlake gehört zum äußeren Vorortgürtel Clevelands, der erst nach dem Zweiten Weltkrieg entstanden ist. Der Westrand der Stadt markiert den Übergang von der geschlossenen Bebauung der Vororte Clevelands in ländlich geprägtes Gebiet. Die Stadt verfügt über einen Autobahnanschluss nach Cleveland, zwei Golfplätze, ein Einkaufszentrum sowie einige Betriebe der Leichtindustrie, wie etwa die Nordson Corporation.
2003 nahm eine Außenstelle der Cleveland State University (CSU) ihren Betrieb auf.

## Geschichte

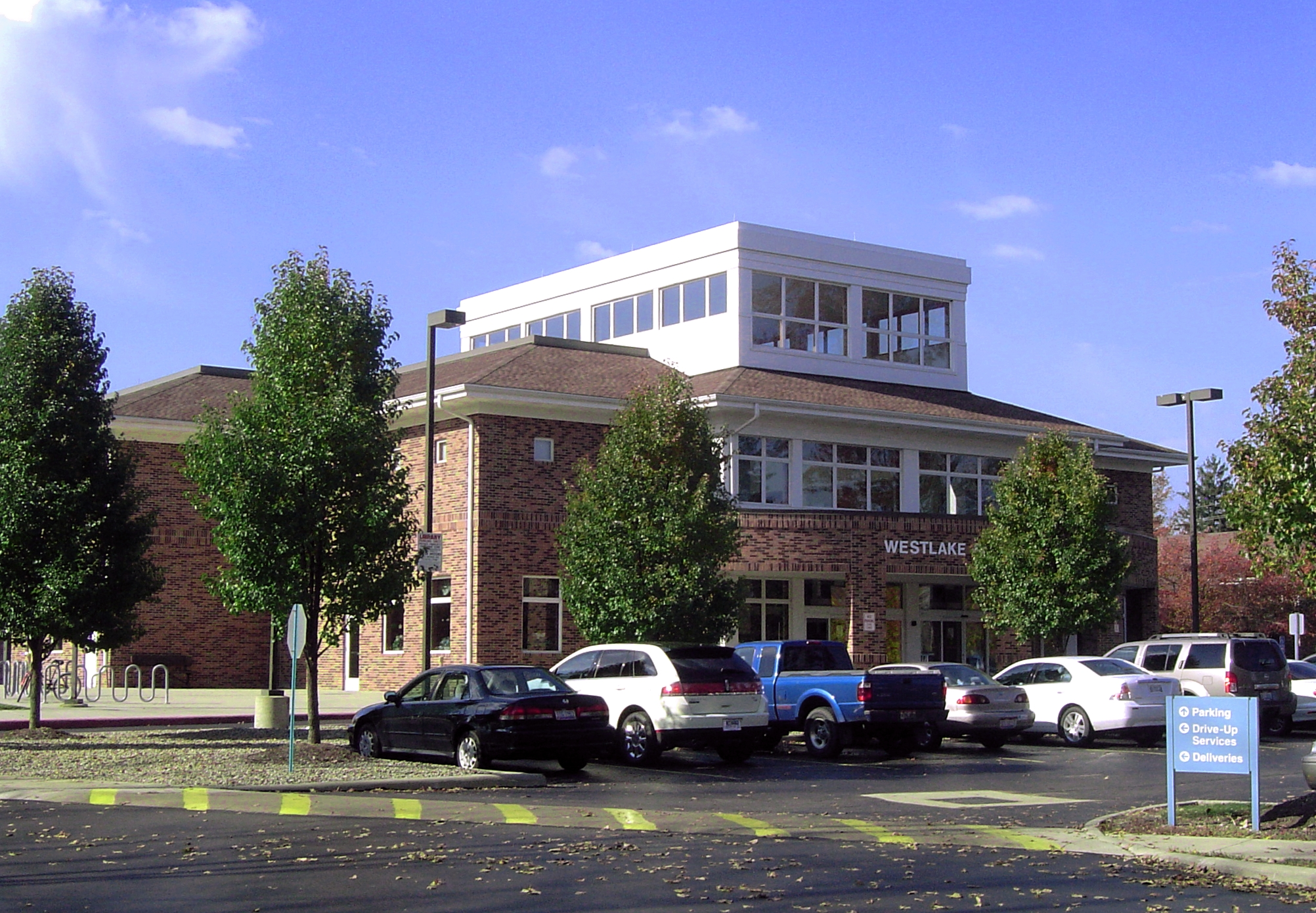
Stadtbücherei

Das Gebiet von Westlake geht auf den Dover Township zurück, ein Gebiet von annähernd quadratischer Form mit einer Seitenlänge von 5 Meilen (8,045 km), das im Norden vom Eriesee, im Westen durch den benachbarten Lorain County und im Süden in Höhe der Brookpark Road begrenzt war. Am 10. Oktober 1810 erreichten die ersten europäischen Siedler den Township. Sie rodeten das ursprünglich vollständig bewaldete Gebiet und betrieben Landwirtschaft, darunter auch Obstplantagen und Weinbau.
Mit dem Bau der Nickel Plate Road durch den Nordteil des Township erhielt Dover 1881 Bahnanschluss nach Cleveland. In den folgenden Jahren errichteten zahlreiche wohlhabende Clevelander ihre Sommerresidenzen entlang des Seeufers. 1900 zählte Dover 2233 Einwohner.
Am 20. Juli 1901 wurde der nördliche Streifen zwischen der Bahnlinie und dem Seeufer als Bay Township (heute: Bay Village) ausgegründet. Die Grenzlinie verlief entlang der Nickel Plate Road und markiert bis heute die nördliche Stadtgrenze Westlakes.
Im Jahre 1908 gründete sich auch der südöstliche Teil des Township als North Olmsted aus. Die Grenze dazwischen verläuft seither in etwa auf halber Höhe zwischen der Center Ridge Road und der Lorain Road. Der verbliebene Rest des Township gründete sich schließlich 1911 als Dover Village aus. Dover Village wiederum wurde 1940 in Westlake umbenannt, um Verwechslungen mit Dover im Tuscarawas County zu vermeiden.
Während das abgespaltene Gebiet zwischen Seeufer und Bahnlinie bereits vor 1900 dicht bebaut war, blieb der Bereich südlich davon noch über Jahrzehnte landwirtschaftlich geprägt. Erst nach dem Zweiten Weltkrieg verwandelte sich Westlake von einer landwirtschaftlich geprägten Siedlung in eine Wohngemeinde. Die Bevölkerung wuchs von (1950) 4.912 über (1960) 12.906 und (1980) 19.483 auf (2000) 31.719 Einwohner an. Wesentlichen Anteil an dieser Entwicklung hatte die Fertigstellung der Interstate 90 Chicago–Cleveland im Jahre 1976, die im Gegensatz zur Eisenbahn nun direkt durch Westlake führte und die Fahrtzeit nach Cleveland auf etwa 15 Minuten verkürzte.
Neben Bay Village im Norden und North Olmsted im Südosten sind weitere Nachbargemeinden Rocky River im Nordosten, Fairview Park im Osten sowie Avon im Westen und North Ridgeville im Südwesten.

## Söhne und Töchter der Stadt
- Harold Balazs (1928–2017), Bildhauer und Künstler
- Jenni Meno (* 1970), Eiskunstläuferin
- Travis Kelce (* 1989), American-Football-Spieler
- Logan Paul (* 1995), Social-Media-Star, Entertainer, Schauspieler und Influencer
- Redmond Gerard (* 2000), Snowboarder